# Кира, Евгений Фёдорович
Евгений Фёдорович Кира (род. 3 апреля 1959, Черновцы) — российский учёный, врач, преподаватель. Доктор медицинских наук (1995), профессор (1997). и Заслуженный врач Российской Федерации (2001) и заслуженный деятель науки Российской Федерации (2017). Автор учебных пособий.

## Биография
Родился 3 апреля 1959 года в Черновцах Украинской ССР. Окончил факультет подготовки врачей для военно-морского флота Военно-медицинской академии в Ленинграде (1982). Имеет звание полковника медицинской службы.
С 1982 по 1985 год — начальник медицинской части в городе Таллин на Балтийском флоте. С 1985 по 2002 год работал на различных должностях в Военно-медицинской академии (Санкт-Петербург).
С 1997 по 2002 год — начальник кафедры акушерства и гинекологии Военно-медицинской академии — главный гинеколог Министерства обороны Российской Федерации.
Возглавлял кафедру женских болезней и репродуктивного здоровья в Институте усовершенствования врачей Национального медико-хирургического центра имени Н. И. Пирогова. Параллельно с этим в 2002 по 2007 год — профессор кафедры акушерства, гинекологии и перинатологии Первого Московского государственного медицинского университета имени И. М. Сеченова. С 2022 года заведует кафедрой акушерства и гинекологии Медицинской академии АО ГК «МЕДСИ».
Президент Российской ассоциации по генитальным инфекциям и неоплазиям (РАГИН). Входит в президиум Российского общества акушеров-гинекологов, где является председателем комитета по этике, защите прав врача и пациента. В разные годы член учёных советов Военно-медицинской академии имени С. М. Кирова, Национального медико-хирургического центра имени Н. И. Пирогова и Научного центра акушерства, гинекологии и перинатологии РАМН. Председатель Комитета по этике биологических исследований Научного центра акушерства, гинекологии и перинатологии (НЦАГиП) РАМН.
Инициатор возрождения «Журнала акушерства и женских болезней», где с 1997 по 2001 год являлся главным редактором, а с 2001 года — членом редакционной коллегии. Член редколлегий журналов «Акушерство и гинекология», «Фундаментальная медицина», «Status Praesens», «Известия Военно-медицинской академии». Также является главным редактором журнала «Репродуктивное здоровье. Восточная Европа».

## Научная деятельность
Занимается изучением репродуктологии, лечением инфекционных заболеваний женских половых органов и оперативной гинекологии. Автор и соавтор более 560 научных трудов, включая учебник и двухтомное учебное пособие, 7 монографий, 5 справочников, три руководства и более 20 учебно-методических пособий и рекомендаций. Его работы внесли вклад в изучение эндометриоидной болезни, бактериального вагиноза и онкогинекологии. Имеет 5 патента на изобретения и более 100 рационализаторских предложений.
В 1988 году защитил кандидатскую диссертацию на тему «Клиника, диагностика и лечение неклостридиальной анаэробной инфекции в акушерско-гинекологической практике», а в 1995 году — докторскую диссертацию на тему «Бактериальный вагиноз. Клиника, диагностика, лечение».
Подготовил 5 докторов медицинских наук и 25 кандидатов медицинских наук.
Входит в редколлегии журналов «Акушерство и гинекология», «Заболевания, передаваемые половым путём», «Климактерий и менопауза», «Репродуктивное здоровье детей и подростков», «Вестник НМХЦ им. Н. И. Пирогова», «Вопросы акушерства, гинекологии и перинатологии», «Вестник практикующего врача», «Журнал акушерства и женских болезней», «Вопросы детской и подростковой гинекологии», «Status praesens».
Академик Российской академии естественных наук (РАЕН) и Международной академия наук экологии, безопасности человека и природы (МАНЭБ). Член Российской ассоциации репродукции человека (РАРЧ), Европейского общества акушеров-гинекологов, Европейского сообщества репродукции человека и эмбриологии (ESHRE), Международной ассоциации гинекологов-хирургов, ESIDOG, CRSA, FIGO, EAOG.

## Награды и звания
- Медаль «За отличие в воинской службе» I степени (1989)
- Заслуженный врач Российской Федерации (2001)
- Европейский Орден Николая Пирогова (2007)
- Заслуженный деятель науки Российской Федерации (2017)